# Les Deux Gamines (film, 1921)
Pour les articles homonymes, voir Les Deux Gamines.
Les Deux Gamines est un film muet français réalisé par Louis Feuillade en 1920 et sorti en 1921.

## Liste des épisodes
Le film se compose de douze épisodes:
- 1 - Fleurs de Paris
- 2 - La nuit de printemps
- 3 - La fugitive
- 4 - La morte vivante
- 5 - Le lys sous l'orage
- 6 - L'accalmie
- 7 - Celles qu'on n'attendait plus
- 8 - Parmi les loups
- 9 - Le serment de Ginette
- 10 - Le candidat de la mort
- 11 - La cité des chiffons
- 12 - Le retour

## Fiche technique
- Réalisation : Louis Feuillade
- Scénario : Louis Feuillade, d'après son histoire
- Photographie : Maurice Champreux, Léon Morizet
- Décors : Robert-Jules Garnier
- Société de production : Société des Établissements L. Gaumont
- Format : Muet - Noir et blanc - 1,33:1 - 35 mm
- Pays de production :  France
- Genre :  Film dramatique
- Date de sortie : France : 28 janvier 1921

## Distribution
- Sandra Milowanoff : Ginette
- Olinda Mano : Gaby
- Violette Jyl : Lisette Fleury, leur mère
- Alice Tissot : Flora Bénazer
- Gaston Michel : le grand-père Bertal
- Fernand Herrmann : Pierre Mannin, le père
- Georgette Lugane : Mlle de Bersanges
- Édouard Mathé : Mr. de Bersanges
- Henri-Amédée Charpentier : Bénazer, le fripier
- Georges Martel : Maugars
- Jeanne Rollette : Joséphine, la servante
- Blanche Montel : Blanche
- René Poyen : René
- Laure Mouret : Sephora Bénazer
- Madame Gordenko : Sœur Véronique
- Georges Biscot : Chambertin